# Pomnik Tarasa Szewczenki w Warszawie
Pomnik Tarasa Szewczenki – pomnik znajdujący się na skwerze imienia poety u zbiegu ulic Goworka, Chocimskiej i Spacerowej na warszawskim Mokotowie.

## Opis
Pomnik przedstawiający młodego Tarasa Szewczenkę upamiętnia jego pobyt w Warszawie w 1830. Młodzieniec ma bujną czuprynę, jest ubrany w surdut i trzyma pod pachą szkicownik, a w ręku lichtarz ze świeczką. Cokół przypomina pień spiłowanego dębu.
Monument powstał z inicjatywy ambasadora Ukrainy w Polsce, Dmytra Pawłyczki. Na cokole pomnika znajduje się fragment wiersza Szewczenki Do Polaków. Pomnik został odsłonięty 13 marca 2002.
Autorem rzeźby jest Anatolij Kuszcz, natomiast cokół jest dziełem Baltazara Brukalskiego. Odlew wykonano w Kijowie; sfinansowała go Rada Miejska Kijowa.